# Trixa parisiensis
Trixa parisiensis är en tvåvingeart som beskrevs av Robineau-desvoidy 1863. Trixa parisiensis ingår i släktet Trixa och familjen parasitflugor.
Artens utbredningsområde är Frankrike. Inga underarter finns listade i Catalogue of Life.